# 曲阜戰鬥
曲阜戰鬥發生於1930年7月6日，地點則是在中國魯西曲阜一帶，是國民革命軍內部所發生的內戰戰鬥之一，也是中原大戰主要戰役。曲阜戰鬥的交戰雙方，一方為蔣中正轄下的國軍中央軍，另一方為晉軍李生達部隊。

## 背景
1930年年初，中國實際統治者蔣中正所率領軍隊順利擊退唐生智軍隊，惟集合李宗仁桂軍、馮玉祥西北軍及閻錫山晉軍的三方面軍，不久就分三路攻擊蔣中正率領的中央軍；中原大戰隨即爆發。其中，閻錫山的晉軍即為攻擊魯西據點的主力。

## 過程
同年5月23日起，晉軍兵分兩路攻擊山東膠濟線與津浦線，遇到了中國中央軍的猛烈抵抗。兩軍共於禹城戰鬥、清城戰鬥 及長清戰鬥等地發生數次戰鬥。該系列戰鬥中，晉軍大獲全勝，中央軍於邊撤邊退下，被圍困於山東曲阜一帶。7月6日，調整戰線的閻錫山下令攻擊，惟适逢大雨山洪，部隊滯留轉移途中，無法同時攻擊。7月11日，陳誠所屬13師夏斗寅部隊由津浦線前來，晉軍倉猝應戰，並隨即撤離曲阜一帶。